# Credenhill
Credenhill är en ort och civil parish i Storbritannien.   Den ligger i grevskapet Herefordshire och riksdelen England, i den södra delen av landet, 190 km väster om huvudstaden London. Credenhill ligger 76 meter över havet och antalet invånare är 2 033.
Terrängen runt Credenhill är huvudsakligen platt, men åt nordväst är den kuperad. Runt Credenhill är det ganska tätbefolkat, med 93 invånare per kvadratkilometer. Närmaste större samhälle är Hereford, 7,0 km öster om Credenhill. Trakten runt Credenhill består till största delen av jordbruksmark.